# رانولازين
رانولازين (بالإنجليزية: Ranolazine)‏ يباع تحت الاسم التجاري Ranexa الذي أنتجته شركة غيلياد للعلوم، وهو دواء لعلاج الذبحة الصدرية. وتمت الموافقة عليه لأول مرة في عام 2006م.

## الاستخدامات الطبية
يُستخدم رانولازين لعلاج الذبحة الصدرية المزمنة، ويمكن استخدامه بشكل متزامن مع محصرات بيتا، والموسعات الوعائية النترية، وحاصرات قنوات الكالسيوم، ومضاد الصفيحات، وأدوية تخفيض شحميات الدم، ومثبط الإنزيم المحول للأنجيوتنسين، ومضادات مستقبلات الأنجيوتينسن II.

## موانع الاستخدام
ترتبط بعض موانع استخدام الرانولازين بعملية تمثيله الغذائي وأيضه في الجسم، وتوصف تحت تفاعلات الدواء. بالإضافة إلى ذلك، لوحظ في التجارب السريرية أن الرانولازين يؤدي إلى زيادة طفيفة في فترة كيو تي عند بعض المرضى،  ويحتوي ملصق إدارة الغذاء والدواء للرانولازين على تحذير للأطباء بأن يتنبهوا من هذا التأثير على مرضاهم. ويزيد تأثير الدواء على فترة كيو تي عند المرضى الذين يعانون من ضعف في الكبد. بالتالي يُمنَع استخدام هذا الدواء منعاً باتاً للأشخاص الذين يعانون من أمراض في الكبد سواء أكانت خفيفة أو حادة.

## الآثار الجانبية
الآثار الجانبية الأكثر شيوعاً هي: الدوخة (11.8٪) والإمساك (10.9٪)، وتشمل الآثار الجانبية الأخرى: الصداع والغثيان.

## التفاعلات الدوائية
يتم استقلاب الرانولازين بواسطة إنزيم CYP3A. ويمنع الرانولازين إنزيم السيتوكروم 2D6 من العمل. ولهذا السبب، فإن جرعة كل من الرانولازين والأدوية التي تتفاعل مع تلك الإنزيمات تحتاج إلى تعديل عندما يتم استخدامها من قِبَل المريض نفسه معاً.
ولا ينبغي أن يستخدم الرانولازين مع بعض العقاقير، مثل الكيتوكونازول، وكلاريثروميسين، ونلفينافير؛ لأنها تمنع عمل CYP3A بقوة، ولا مع الريفامبين والفينوباربيتال التي تستخدم لتنشيط CYP3A.
أما بالنسبة للعقاقير التي تمنع عمل CYP3A بشكل معتدل، مثل ديلتيازيم، وفيراباميل، والإريثروميسين، فإنه يمكن إعطاء الرانولازين كعلاج لكن ينبغي خفض جرعته.
وقد يحتاج الطبيب إلى إعطاء جرعات أقل من العقاقير التي يتم استقلابها بواسطة CYP2D6، مثل مضادات الإكتئاب ثلاثية الحلقات إذا أخذت بالتزامن مع الرانولازين.

## آلية العمل
يمنع الرانولازين تيار الصوديوم الداخل إلى عضلة القلب، ويؤدي منع هذا التيار إلى انخفاض في مستويات الكالسيوم المرتفعة داخل الخلايا، وهذا بدوره يؤدي إلى انخفاض التوتر في عضلة القلب، مما يؤدي إلى انخفاض احتياجه للأكسجين.

## الوضع القانوني
تمت الموافقة على الرانولازين من قِبَل إدارة الأغذية والعقاقير في يناير/كانون الثاني عام 2006؛ لعلاج المرضى الذين يعانون من الذبحة الصدرية المزمنة كخط ثان للعلاج بالإضافة إلى أدوية أخرى. وفي عام 2007، تم تحديث الملصق لجعل الرانولازين يُستخدم لعلاج الذبحة الصدرية المزمنة كخط أول، وحده أو مع أدوية أخرى. وفي أبريل 2008، تمت الموافقة على الرانولازين من قِبَل EMEA الأوروبية لعلاج الذبحة الصدرية.

## تاريخ الدواء
في عام 1996، حصلت CV للتداوي على ترخيص أمريكا الشمالية والحقوق الأوروبية للرانولازين من سينتكس، وهي شركة تابعة لشركة روش، التي اكتشفت الدواء وطورته خلال المرحلة الثانية من التجارب على الذبحة الصدرية. وفي عام 2006م، استحوذت شركة CV للتداوي على ما تبقى من حقوق الملكية للرانولازين من روش. وفي عام 2008 م حصلت شركة CV للتداوي على ترخيص حصري لحقوق الملكية للرانولازين في أوروبا وبعض الدول الأخرى لميناريني. وفي عام 2009م، استحوذت شركة غيلياد على CV للتداوي. وفي عام 2013، وسعت جلعاد الشراكة مع ميناريني لتشمل بلدان أخرى، بما في ذلك تلك الموجودة في آسيا.